# Барнетт, Синтия
Синтия Барнетт (Cynthia Barnett; род. 19 мая 1966, Форт Майерс, Флорида) — американская журналистка-эколог. В центре её внимания — водные ресурсы и климат по всему миру. Автор трёх книг, посвящённых водным ресурсам.
Сотрудник University of Florida College of Journalism and Communications (с 2015).
Лауреат Sigma Delta Chi Award (2009), восемь раз отмечалась Green Eyeshade Award.

## Биография
Окончила Флоридский университет со степенями бакалавра журналистики с отличием (1989) и магистра по американской истории со специализацией по истории окружающей среды (2003). Изучала водные ресурсы в Мичиганском университете по Knight-Wallace Fellowship. Четверть века проработала репортёром, из которых 15 лет являлась старшим автором (senior writer) журнала Florida Trend.
Публикуется в National Geographic, New York Times, Los Angeles Times, Wall Street Journal, Atlantic, Discover, Salon, Politico, Huffington Post, Orion, Ensia.
Брала интервью у Howard T. Odum, John DeGrove, Charles Zwick.
В 2015 году введена в Зал славы University of Florida College of Journalism and Communications, выпускницей которого она является, где сотрудничает с того же года.
Почётный доктор Unity College (Maine) (2012).
Её последняя книга Rain: A Natural and Cultural History вошла в лонг-лист National Book Award (2015) и стала финалистом PEN/E.O. Wilson Award for Literary Science Writing (2016).
Её первая книга Mirage: Florida and the Vanishing Water of the Eastern U.S. удостоилась золотой медали Florida Book Awards.
Замужем, есть ребёнок.